# Brian Budd
Brian Budd (Toronto, 8 aprile 1952 – Toronto, 11 giugno 2008) è stato un commentatore televisivo e calciatore canadese, di ruolo attaccante.

## Biografia
Budd nacque a Toronto ma crebbe a Vancouver. Partecipò al programma televisivo sportivo Superstars, vincendone tre edizioni dal 1977 al 1979 e presentandone due nel 1980 e 1981. Fu commentatore sportivo per il canale canadese Sportsnet TV.
Era sposato con Brenda, da cui ebbe due figli. Nel 2022 è stato inserito nell'Ontario Sports Hall of Fame.

## Caratteristiche tecniche
Era un giocatore tecnicamente non validissimo ma compensava questa mancanza dal punto di vista atletico e forma fisica. Pelé disse di lui: "non sei il miglior giocatore che ho incontrato ma sei il più divertente". Fu commentatore sportivo del programma "The Score" sul canale canadese Sportsnet 360. È morto per un attacco di cuore nella sua casa di Toronto nel 2008.

## Carriera

### Club
Si interessò tardi al calcio, iniziando a praticarlo all'età di 19 anni, e si formò nella selezione calcistica dell'università della Columbia Britannica.
Nel 1974 viene ingaggiato dai neonati Vancouver Whitecaps, franchigia della North American Soccer League. Con i Whitecaps nella stagione d'esordio ottenne il quarto ed ultimo posto della Western Division della North American Soccer League 1974. In questa prima stagione fu titolare inamovibile, mentre nella seguente perse un terzo delle partite a causa di un infortunio. Nella stagione 1976 raggiunse con i suoi i play-off per il titolo, venendo eliminato agli ottavi dai Seattle Sounders. Anche nella stagione seguente raggiunse con i suoi i play-off per il titolo, venendo eliminato nuovamente agli ottavi dai Seattle Sounders.
Nel 1978 si trasferì negli Stati Uniti d'America per giocare con i Colorado Caribous, che lascerà nel corso della stagione 1978 per tornare in Canada in forza ai Toronto Metros-Croatia. Con il club dell'Ontario raggiunse in due occasioni gli ottavi di finale della NASL.
Nel corso della stagione 1980 passa agli Houston Hurricane, con cui raggiunse gli ottavi di finale dei playoff.
Ha inoltre avuto un'esperienza europea tra le riserve dell'Ayr Utd.
Contemporaneamente e successivamente Budd giocò anche nelle competizioni indoor soccer.

### Nazionale
Budd ha giocato sette incontri, segnando due reti, con la nazionale di calcio del Canada tra il 1976 ed il 1977. Partecipò al Campionato CONCACAF 1977, chiuso dai nordamericani al quarto posto finale.

## Statistiche

### Cronologia presenze e reti in nazionale
| Cronologia completa delle presenze e delle reti in nazionale ― Canada | Cronologia completa delle presenze e delle reti in nazionale ― Canada | Cronologia completa delle presenze e delle reti in nazionale ― Canada | Cronologia completa delle presenze e delle reti in nazionale ― Canada | Cronologia completa delle presenze e delle reti in nazionale ― Canada | Cronologia completa delle presenze e delle reti in nazionale ― Canada | Cronologia completa delle presenze e delle reti in nazionale ― Canada | Cronologia completa delle presenze e delle reti in nazionale ― Canada |
| Data                                                                  | Città                                                                 | In casa                                                               | Risultato                                                             | Ospiti                                                                | Competizione                                                          | Reti                                                                  | Note                                                                  |
| --------------------------------------------------------------------- | --------------------------------------------------------------------- | --------------------------------------------------------------------- | --------------------------------------------------------------------- | --------------------------------------------------------------------- | --------------------------------------------------------------------- | --------------------------------------------------------------------- | --------------------------------------------------------------------- |
| 10-10-1976                                                            | Vancouver                                                             | Canada                                                                | 1 – 0                                                                 | Messico                                                               | Qual. Mondiali 1978                                                   | -                                                                     |                                                                       |
| 20-10-1976                                                            | Seattle                                                               | Stati Uniti                                                           | 2 – 0                                                                 | Canada                                                                | Qual. Mondiali 1978                                                   | -                                                                     | 46’                                                                   |
| 27-10-1976                                                            | Toluca                                                                | Messico                                                               | 0 – 0                                                                 | Canada                                                                | Qual. Mondiali 1978                                                   | -                                                                     |                                                                       |
| 22-12-1976                                                            | Port-au-Prince                                                        | Canada                                                                | 3 – 0                                                                 | Stati Uniti                                                           | Qual. Mondiali 1978                                                   | 1                                                                     |                                                                       |
| 11-09-1977                                                            | Port of Spain                                                         | Trinidad e Tobago                                                     | 1 – 1                                                                 | Canada                                                                | Amichevole                                                            | -                                                                     | 55’                                                                   |
| 08-10-1977                                                            | Monterrey                                                             | Canada                                                                | 1 – 2                                                                 | El Salvador                                                           | Qual. Mondiali 1978                                                   | 1                                                                     | 68’                                                                   |
| 12-10-1977                                                            | Città del Messico                                                     | Suriname                                                              | 1 – 2                                                                 | Canada                                                                | Amichevole                                                            | -                                                                     | 46’                                                                   |
| Totale                                                                |                                                                       | Presenze                                                              | 7                                                                     |                                                                       | Reti                                                                  | 2                                                                     |                                                                       |